# Cucsija Anna
Cucsija Anna (土屋アンナ; Hepburn: Anna Tsuchiya; 1984. március 11. –) japán énekes, dalszövegíró, színésznő, rendező és félig visszavonult modell. Japán édesanya és lengyel–ír származású amerikai édesapa gyermeke. Ennek köszönhetően két anyanyelve is volt, azonban egyre kevésbé beszélt jól angolul, miután 7 éves korában szülei elváltak. Van egy öccse, Kenneth, és egy nővére, Angela (aki korábban modellkedett).

## Modell karrier
Cucsija modell karrierjét 14 évesen kezdte nővére unszolására. Anna ezután felvételt nyert egy modellügynökségnél, ami kifejezetten magazin-modellkedésre szakosodott. Első állását a Seventeen magazinnál kapta. 2002-ben már olyan cégek kérték fel televíziós reklámokhoz, mint például az Uniqlo és az Edwin.
A modellkedés alatt Anna igyekezett lefogyni. 167 cm-esen és 44 kg-osan túlsúlyos és alacsony volt modellnek. Ebben az időszakban Cucsija kemény fizikai és lelki problémai voltak. Amikor 15 éves volt, egy reggel rettenetesen éhesen ébredt, a lábai nem mozdultak, ez a súlyos alultápláltság eredménye volt. Kénytelen volt a kezeivel odavonszolnia magát a hűtőszekrényhez.
A vele egykorú modellek nem egyszer trágár szavakkal illették őt, de azért barátságok is születtek a Seventeen magazinnál-eltöltött idők alatt. Junagi Josikaval közös lakásba költözött, ekkor kezdett el dohányozni és alkoholizálni.
Anna azt is bevallotta, hogy amikor vele egykorú modellek jöttek külföldről Japánba Elle, Vogue, SPUR illetve Pre Numéro fotózásokra, akkor elég sokat pikkeltek rá a „kövérebb” modellek, főleg amikor ivott is valami alkoholosat. Ezek a modellek nem igazán beszéltek japánul, még akkor is csak mosolyogtak rá, ha Anna káromkodott. Cucsija nem hagyta magát, gyakran beszélt velük angolul, a testsúlyukkal kapcsolatban támadta őket.
Anna végül feladta a modellkedést 18 évesen. Erről így nyilatkozott: „Rájöttem, hogy nincs esélyem ilyen emberfeletti személyekkel szemben.” Bár még mindig keresett maradt olyan magazinoknál, mint a Zipper, Soup, vagy éppen a Kera. Egyesek szerint Cucsija Anna 2000 óta, az egyik legsikeresebb félvér modell.
Bár Anna Tokióban született és ott is nőtt fel, gyakran használja a déli nyelvjárást. Akikkel együtt dolgozott, a többségük Kjúsúról és Okinaváról érkeztek, tehát könnyen átvette a beszédstílusukat. Ez a későbbiekben nagyban segítette, amikor Icsigót játszotta, a Kamikaze Girls című filmben.

## Zenei karrier
18 éves volt amikor a Seventeen magazin felbontotta vele a szerződést, ekkor Anna állítólag elhatározta, hogy otthagyja a show-bizniszt. Nem sokkal ezután a volt Oblivion Dust tag, K.A.Z felkereste Annát azzal az ajánlattal, hogy alapítsanak egy formációt Spin Aqua néven. Cucsija elfogadta a felkérést, sokan a „A Második Nanasze” ként emlegették. Aikava Nanasze a '90-es években volt felkapott énekesnő. A banda 2004-ben feloszlott, Anna terhessége miatt.
2005-ben bejelentette, hogy szólókarrierbe kezd. Augusztus 24-én megjelent első mini-albuma, „Taste My Beat” címen, amit a Mad Pray Records, az Avex alvállalata rögzített. Az első kislemeze „Change Your Life” címen került a boltok polcaira, ezt követte a „Slap that Naughty Body / My Fate”. Később megjelentetett egy remix albumot, „Taste My Xxxremixxxxxxx!!!!!!!! Beat Life!” néven. A harmadik kislemeze a „Rose” nevet kapta, amit a Nana című animéhez is felhasználtak, ez volt az első igazi nagy sikere.
2006 júliusában Anna részt vett a franciaországi Japan Expo-n, ami Párizsban került megrendezésre. Ezalatt első nagylemeze is megjelent „Strip me?!” címen. Az albumon szereplő számok közül többet is felhasználtak, japán televíziós reklámokhoz.
2007. elején kiadta negyedik kislemezét a „Kuro Namida”-t, majd a „Lucy”-t. Ezek szintén felhasználásra kerültek a Nana című animéhez. Egy nagylemez jelent meg „Anna Tsuchiya Inspi' NANA (Black Stones)” néven, ezen az animében elhangzott dalok szerepelnek. A „NANA Best”-en pedig Olivia Lufkin (Reira énekhangja) is helyet kapott. 2007 márciusában egy közös fellépésen vett részt Oliviával a „Shibuya AX”-ben. Június 30-án az USA-ba kapott meghívást, hogy részt vegyen az Anime Expón. Július 27-én a Pentaport Rock Festivalon lépett fel. Anna nyári turnéját „World Fest Tour” néven emlegették, a Summer Sonic Festival-on már másodszorra léphetett színpadra. Nem sokkal a turné után, Cucsija kiadta következő kislemezét, a „Bubble Trip / Sweet Sweet Song”-ot, augusztus 1-jén.
A „Cocoon” kislemez 2008. január 30-án jelent meg. Ez követte a júniusi „Crazy World”, amiben közösen énekelt AI-val. Szeptemberben megjelent a „Virgin Cat”, majd októberben a második nagylemeze, a „NUDY SHOW!!”.
2009 márciusában egy remix album került megjelenésre , „Nudy xxxremixxxxxxx!!!!!!!! Show!” címen.
Július 1-jén kiadta a „Brave Vibration” című kislemezét, ami a Shiseido Annesa dala volt.
Második terhessége miatt, kénytelen volt egy kisebb szünetet tartani. Ezalatt is részt vett néhány fellépésen, mint például Summer Sonic-on, V-rock Festival-on, és saját élő koncertjén, a Brave Vibration Night-on.
Visszatérés ként, 2010 júliusában kiadta 10. kislemezét, ami az „Atashi” címet kapta.
Majd augusztus 18-án „Shout in the Rain” néven is kiadásra került egy kislemeze.

## Színész karrier
Anna 2004-ben debütált, mint színésznő, a Kamikaze Girls (下妻物語, Shimotsuma Monogatari) című filmben Icsigóként. Később szerepet kapott a Taste of Tea-ben, a Sakuranban is.

## Magánélet
2004-ben bejelentett eljegyzését Niimura Dzsósua-val, a modell Friedia Niimura (Kozue Rin) öccsével. Dzsósua ugyanannál a modellügynökségnél dolgozott, mint régebben Anna. November 18-án megszületett közös gyermekük, Sky (澄海, Szukai).
2006 júliusában Dzsósua és Anna elváltak. Niimura Dzsósua 2008 májusában elhunyt szívelégedetlenségben, 25 éves volt.
2009 szeptemberében Cucsija blogjában jelentette be, házasságát Jamato nevű barátjával, és második terhességét.
2010. március 26-án megszületett második fiú gyermeke, Simba.

## Egyebek
Cucsija hírneve nem ellentmondás nélküli. Egy NKH televíziónak adott interjúban, kijelentette, hogy a mély hangja a fiatal korában kezdődő dohányzás és ivás eredménye. A kiadója tagadta a kijelentést. A rajongók közömbösek maradtak. Arról is ismert, hogy nem éppen a legszebb szavakat használja.
Anna gyakran utálatos személyként írja le magát. Másrészt, sokak szerint valójában, nagyon jószívű és nyitott gondolkodású személy.

## Diszkográfia
Megjegyzés: A Spin Aqua diszkográfia nincs köztük.

### Albumok
| # | Cím                                        | Megjelenési dátum | Helyezés | Eladott példány | Album típus |
| - | ------------------------------------------ | ----------------- | -------- | --------------- | ----------- |
| – | Taste My Beat                              | 2005-08-24        | #27      | 21,051          | Mini        |
| – | Taste My Xxxremixxxxxxx!!!!!!!! Beat Life! | 2006-03-23        | #117     | 5,223           | Remix       |
| 1 | Strip Me?                                  | 2006-08-02        | #11      | 50,147          | Studio      |
| 2 | Anna Tsuchiya Inspi' Nana (Black Stones)   | 2007-02-28        | #16      | 12,704          | Studio      |
| – | Nana Best                                  | 2007-03-21        | #20      | 16,538          | Compilation |
| 3 | NUDY SHOW!                                 | 2008-10-29        | #10      | 47,444          | Studio      |
| – | Nudy xxxremixxxxxxx!!!!!!!! Show!          | 2009-03-11        | #114     | 1,359           | Remix       |
| 4 | Rule                                       | 2010-09-22        | -        | -               | Studio      |

### Kislemezek
| #  | Cím                              | Megjelenési dátum | Helyezés | Eladott példány |
| -- | -------------------------------- | ----------------- | -------- | --------------- |
| 1  | Change Your Life                 | 2006-01-25        | #35      | 9,174           |
| 2  | Slap that Naughty Body / My Fate | 2006-03-23        | #68      | 3,655           |
| 3  | Rose                             | 2006-06-28        | #6       | 53,988          |
| 4  | 黒い涙\|Black Tear               | 2007-01-10        | #7       | 20,247          |
| 5  | Lucy                             | 2007-02-14        | #18      | 12,620          |
| 6  | Bubble Trip / Sweet Sweet Song   | 2007-08-01        | #21      | 13,512          |
| 7  | Cocoon                           | 2008-01-30        | #19      | 7,088           |
| 8  | Crazy World                      | 2008-06-11        | #19      | 12,857          |
| 9  | Virgin Cat                       | 2008-09-10        | #39      | 3,005           |
| 10 | Brave Vibration                  | 2009-07-01        | #13      | 9,625           |
| 11 | Atashi                           | 2010-07-21        | #68      | -               |
| 12 | Shout in the Rain                | 2010-08-18        | -        | -               |
| 13 | Believe in love                  | 2010-08-25        | -        | -               |
| 14 | Wonder Woman                     | 2011-03-23        | -        | -               |

### DVD-k
| # | Cím                                        | Megjelenési dátum | DVD típus  |
| - | ------------------------------------------ | ----------------- | ---------- |
| 1 | Anna³                                      | 2004-06-16        | Dokumentum |
| 2 | Anna Tsuchiya 1st Live Tour Blood of Roses | 2007-01-10        | Koncert    |

### Egyebek
| # | Cím                                           | Megjelenési dátum |
| - | --------------------------------------------- | ----------------- |
| 1 | Taste My Xxxremixxxxxxx!!!!!!!! Beat Life!    | 2006-03-23        |
| 2 | Ah Ah (Shinichi Osawa Remix 12' Inch Version) | 2006-09-02        |

### Duettek
| Előadó              | Album                                                        | Dal | Helyezés | Megjelenési dátum |
| ------------------- | ------------------------------------------------------------ | --- | -------- | ----------------- |
| Brian Jones*        | Tribute to Brian Jones                                       | "My dear" | #4       | 2006-08-09        |
| Fake?               | Marilyn is a Bubble                                          | "Butterfly (Don't Let My Sun Go Down)"                                                                                      | #4       | 2006-11-22        |
| Hotei Tomoyasu      | Soul Sessions                                                | "Hotei vs. Tsuchiya Anna - Queen of the Rock"                                                                               | #1       | 2006-12-06        |
| Ai                  | Don't Stop A.I.                                              | "Butterlfy （feat. Anna Tsuchiya, ANTY the 紅之壱, PUSHIM）"                                                                | #5       | 2007-12-05        |
| Válogatott művészek | Resident Evil: Degeneration OST                              | "Guilty" |          | 2008-12-17        |
| Ravex               | Believe in LOVE feat BoA                                     | "MEGA ravex feat. Anna Tsuchiya, BoA, DJ Ozma, Lisa, Maki Goto, Monkey Majik, Tohoshinki, TRF & Yuko Ando" & "Bangalicious" |          | 2009-02-18        |
| Hoobastank          | The Greatest Hits: Don't Touch My Moustache (Deluxe edition) | The Letter |          | 2009-08-05        |

* Csak feldolgozás.

## Filmográfia

### Filmek
| Év   | Cím | Szerep                          | Egyéb megjegyzés |
| ---- | --- | ------------------------------- | --- |
| 2003 | Kantoku Kennen (監督感染; Hepburn: Director Infection)                                                                                     |                                 | Kennen segment |
| 2004 | Kamikaze Girls (下妻物語; Hepburn: Shimotsuma Monogatari)                                                                                  | Ichigo Shirayuri (白百合イチゴ) | Leading role Megnyerte - Japan Academy Prize for Rookie of the Year Megnyerte - Blue Ribbon Awards Best New Actress Megnyerte - Hochi Film Award Best New Artist Megnyerte - Kinema Junpo Awards Best New Actress Megnyerte - Mainichi Film Award Sponichi Grand Prize New Talent Award Megnyerte - Yokohama Film Festival Best New Talent |
| 2004 | The Taste of Tea (茶の味; Hepburn: Cha no Aji)                                                                                             | Aoi Suzuishi (鈴石アオイ)       | Megnyerte - Blue Ribbon Awards Best New Actress Megnyerte - Hochi Film Award Best New Artist Megnyerte - Kinema Junpo Awards Best New Actress Megnyerte - Mainichi Film Award Sponichi Grand Prize New Talent Award Megnyerte - Yokohama Film Festival Best New Talent                                                                     |
| 2005 | Herbie: Fully Loaded | Maggie Peyton (hang)            | |
| 2005 | Bashment | Juri Ōmori (大森樹里)           | |
| 2005 | Arbeit Eye: Hyaku Man-nin no Hyōteki (アルバイト探偵(アイ) ～100万人の標的～; Hepburn: Part-time Eye: 1,000,000 People Target)             | Monique                         | |
| 2006 | Memories of Matsuko (嫌われ松子の一生; Hepburn: Kiraware Matsuko no Isshō)                                                                 | börtön fogoly                   | Cameo |
| 2007 | Dororo (どろろ) | Sabame felesége                 | |
| 2007 | Sakuran (さくらん; Hepburn: Confusion) | Kiyoha (きよ葉) / Higure (日暮) | Leading role |
| 2008 | Paco and the Magical Book (パコと魔法の絵本; Hepburn: Pako to Mahō no Ehon)                                                                | Tamako (タマ子)                 | |
| 2008 | Soreike! Anpanman: Fairy Rinrin's Secret (それいけ! アンパンマン 妖精リンリンのひみつ; Hepburn: Soreike Anpanman! Yōsei Rinrin no Himitsu) | Rinrin (リンリン) (hang)        | |
| 2009 | Heaven's Door | vendég                          | |
| 2009 | The Legend of Kamui (カムイ外伝; Hepburn: Kamui Densetsu)                                                                                  | Ayu (アユ)                      | |
| 2010 | Fishbone (カムイ外伝) | Rendező (アユ)                  | |

## Photobook-ok
| # | Title                                                                                  | Release date |
| - | -------------------------------------------------------------------------------------- | ------------ |
| 1 | White Ice Sherbet                                                                      | 2003-01-20   |
| 2 | Anna Banana                                                                            | 2004-07-12   |
| 3 | Fleur                                                                                  | 2005-01-19   |
| 4 | Happy Days - Anna, Mama ni Naru! (アンナ、ママになる!; Hepburn: Anna Became a Mother!) | 2005-12-20   |
| 5 | Tsuchiya Anna Photo Album                                                              | 2007-03-02   |
| 6 | An-san Hostess Shuugyouchuu (あんさんホスティス修業中)                                 | 2007-08-03   |
| 7 | Anna Tsuchiya 5years                                                                   | 2009-10-30   |

## Díjak
- 2004 – Kinema Junpo Awards (A Legjobb Új Színésznő)
- 2004 – Mainichi Film Awards (A Legjobb Új Színésznő)
- 2004 – Houchi Film Award (A Legjobb Új Színésznő)
- 2005 – 28th Japan Academy Prize (A Legjobb Új Színésznő, A Legjobb Támogatott Színész (nominee))
- 2005 – 26th Yokohama Film Festival (A Legjobb Új Színésznő)

### Fordítás
- Ez a szócikk részben vagy egészben  az   Anna Tsuchiya című angol Wikipédia-szócikk fordításán alapul.  Az eredeti cikk szerkesztőit annak laptörténete sorolja fel. Ez a jelzés csupán a megfogalmazás eredetét és a szerzői jogokat jelzi, nem szolgál a cikkben szereplő információk forrásmegjelöléseként.